# Toplovod
Toplovod je vrsta cevovoda namenjenog transportu i distribuciji toplotne energije u vidu zagrejane vode od njenog izvora do krajnjih korisnika (domaćinstva, industrijski pogoni, staklenici i sl.).  
Kao izvorište pojavljuje se toplana (energana), elektrana (hidroelektrana, termoelektrana, nuklearna elektrana, solarna elektrana), izvor geotermalne energije ili druge vrste energije koji može dovesti do zagrevanja fluida.
Toplovod je deo sistema daljinskog grejanja, odnosno toplifikacije, koji je u funkciji transporta fluida.
Sastoji se uvek od predizolovanih cevi koje omogućava nizak nivo gubitaka toplote pri prenosu fluida na daljinu.
Deo toplovoda koji vodi od izvorišta do toplopredajnih stanica naiziva se primarnim toplovodom. Ostatak toplovodne mreže koji vodi od toplopredajnih stanica do samih potrošača naziva se sekundarnim toplovodom.
U zavisnosti vrste zemljišta i dužine toplovoda isti može biti izgrađen 
- nadzmemno - u slučajevima kada je neracionalno ili nemoguće ukopavanje cevi, ili
- podzamno - što je najčešći slučaj u izgradnji gradkih toplovoda.